# Grobiņa
Grobiņa est une ville située à 11 km à l'est de Liepāja en Lettonie. Elle a 4 218 habitants pour une superficie de 5,12 km2.